# Hulda (opera)

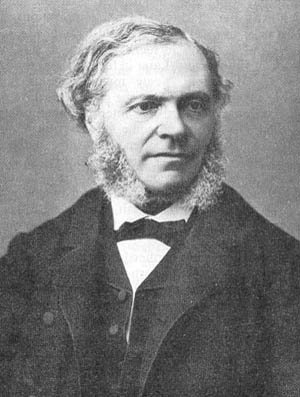
César Franck

Hulda är en opera i tre akter med musik av César Franck och libretto av Charles Grandmougin. Den utspelas i 1000-talets Norge och bygger på pjäsen Halte-Hulda (1858) av Bjørnstjerne Bjørnson. 

## Historia
Den fullständiga operan består av en prolog, tre akter och en epilog. Den komponerades mellan 1879 och 1885.
Den framfördes första gången i en ofullständig version i Monte Carlo den 8 mars 1894, följd av föreställningar i Haag i mars 1895 och Toulouse i april 1895.
Hulda var den första av Francks operor att bli framförd. Påverkan av Richard Wagner är klar, både i användandet av mässingsinstrument och även i kärleksduetterna vilka är ekon av Tristan und Isolde. Francks komposition visar på hans seriösa uttrycksfullhet och karaktäristiska, kromatiska harmonik.
Den tredje akten framfördes på Concerts Colonne den 16 oktober 1904 i samband med avtäckandet av en staty av kompositören.
Den första kompletta framförandet av hela operan gjordes av Reading University Opera 1979 med en senare iscensättning på Bloomsbury Theatre i London den 15 mars 1994 av University College Opera med Julian Gavin som Eiolf. Denna version från UCL Opera 1994 återinsatte den kungliga marschen i början av akt IV, vilken inte hade funnits med i de tidigare versionerna.
De två första akterna framfördes av Trondheims symfoniorkester den 22 och 23 oktober 2010 i Molde.
Den första fullständiga framförandet av originalversionen på franska ägde rum den 16 februari 2019 i Freiburg im Breisgau. Inspelningen gavs ut på skivmärket Naxos 2021: CN: 88.660480-82.
Partituret förvaras i Bibliothèque nationale i Paris. En nypremiär är beräknad att äga rum i maj 2022.

## Personer
| Roller                        | Röststämma  | Premiärbesättning 8 mars 1894 Dirigent: Léon Jehin |
| ----------------------------- | ----------- | -------------------------------------------------- |
| Hulda Hustawick               | mezzosopran | Blanche Deschamps-Jéhin                            |
| Huldas moder                  | mezzosopran | Mounier                                            |
| Aslak                         | bas         | Joël Maurice Fabre                                 |
| Gudrun, Aslaks hustru         | mezzosopran | Rissler                                            |
| Gudleik, Aslaks äldste son    | baryton     | Paul Lhérie                                        |
| Halgerde, Aslaks syster       | sopran      | Marcelle Dartoy                                    |
| Arne, en annan son till Aslak | bas         |                                                    |
| Thrond, yngre son till Aslak  | baryton     |                                                    |
| Eyric, yngre son till Aslak   | tenor       | Desgoria                                           |
| Eynar, yngre son till Aslak   | tenor       | Signa                                              |
| Gunnard, Halgerdes son        | tenor       | Borie                                              |
| Thordis, Gunnards fästmö      | sopran      |                                                    |
| Eiolf, en gentleman           | tenor       | Albert Saléza                                      |
| Swanhilde, försmådd av Eiolf  | sopran      | Emma d'Alba                                        |
| Adelsmän, bönder, krigare     |             |                                                    |

## Handling
PrologHulda och hennes moder sjunger en bön medan de inväntar männens återkomst från jakten. Efter en kör av fiskare utanför scenen (ackompanjerad av fyra saxofoner) firar Aslak och männen mordet på familjen Hustawick och Gudleik berättar om sin åtrå för Hulda, som svarar med en förbannelse och svär att hämnas sin familj. En segerkör till Aslak bestående av ett treackordsmotiv som kommer höras när de själva möter döden.
Akt 1Två år senare är Hulda gift med Gudleik och Gunnard är gift med Thorids. Swanhilde, Gudleik och hans bröder grälar om Hulda ända till Gudrun tvingar dem att visa mer respekt. Hulda har sett Eiolf, ett sändebud från norske kungen, och fascineras av honom. Bröllopsgästerna samlas men snart anländer Eiolf. Han börjar slåss med Gudleik och den senare dör.
Akt 2Aslak och Gudrun sörjer Gudleik. Hulda väntar på Eiolf, som hon ser som den som räddade henne från Aslak. Hon får Eiolf att lova ta med henne till sitt hemland. Han går varpå Aslaks son Arne kommer in och förklarar Hulda sin kärlek. Den gamle Aslak ser någon älska med Hulda och dödar honom. För sent upptäcker han att det är hans egen son och Huldas förbannelse har skördat sitt andra offer.
Akt 3Swanhilde är fortfarande arg på Eiolfs otrohet, men hennes väninna Thordis lovar att föra samman dem. När Eiolf kommer in är Swanhilde kall och kan inte dölja sin svartsjuka mot Hulda; Eiolf omfamnar henne. Hulda ser hans svek och hon får hjälp av Aslaks söner att döda Eiolf.
EpilogHulda förbereder sin hämnas: bröderna Aslak dödar Eiolf. När de sedan vänder sig mot henne välkomnar hon döden och då männen vikar bort av fasa kastar hon sig i fjorden.